# Andalo
Andalo là một đô thị tại tỉnh Trento trong vùng Trentino-Nam Tirol. Tại thời điểm ngày, đô thị này có dân số 1014 người và diện tích là 9.81 km².